# 松ヶ崎掘割
松ヶ崎掘割（まつがさきほりわり）は、新発田藩が阿賀野川下流に開削した放水路。1730年（享保15年）10月14日に完成し、現在阿賀野川本流の河口となっている。

## 概要
当時の新発田藩主溝口直治が、紫雲寺潟新田開発、及び加治川、阿賀野川増水時の排水促進のため、幕府の許しを得て開削した。後述の問題があるため増水時以外は使用しないとの約束が設けられ、通常水位時には堰は閉じられていたが、開通翌年1731年春の雪解けによる大増水で決壊、堤、堰もろとも流失。河道が大きく広がり阿賀野川の本流となった。
これにより、阿賀野川東側低湿地帯の排水が進み、その後の大規模新田開発のきっかけとなった一方で、水深低下により従来の農業用水の取得に難が生まれたり、旧河口に位置する新潟湊の水深を著しく浅くしてしまったりと広域で問題も生じ、後者は新発田藩と長岡藩の間の問題にもなった。なお、これは日米修好通商条約による新潟開港後、大型船の入港が制限される遠因ともなった。